# 戴维·马尔库斯

戴维·马尔库斯

戴维·马尔库斯（1901年2月22日 - 1948年6月10日）是一名美国陆军上校，生於紐約曼哈頓，父母都是猶太人，戴维·马尔库斯曾參與協助起草義大利王國和納粹德國投降協議。二戰結束後駐扎在德國。在大卫·本-古里安的邀請下戴维·马尔库斯加入以色列國防軍並且成为以色列的首任将军。在1948年阿拉伯-以色列戰爭期間他外出散步時被友军误伤身亡，當時他被誤認為是阿拉伯人民兵。